# Larry Elgart
Lawrence Joseph Elgart (20 de marzo de 1922-29 de agosto de 2017) más conocido como Larry Elgart, fue un director de banda de jazz estadounidense. Con su hermano Les, grabó "Bandstand Boogie", el tema del programa de baile de larga duración American Bandstand.

## Biografía
Elgart nació en 1922 en New London, Connecticut, cuatro años más joven que su hermano, Les, y creció en Pompton Lakes, Nueva Jersey. Su madre era concertista de piano; su padre también tocaba el piano, aunque no profesionalmente. Larry y Les asistieron a la Pompton Lakes High School. Ambos hermanos comenzaron a tocar en conjuntos de jazz en su adolescencia, y mientras era joven Larry tocó con músicos de jazz como Charlie Spivak, Woody Herman, Red Norvo, Freddie Slack y Tommy Dorsey.
A mediados de los años 40, Les y Larry crearon su propio conjunto, contratando a Nelson Riddle, Bill Finegan y Ralph Flanagan para que les hicieran los arreglos. Su conjunto no tuvo éxito, y después de unos años, desecharon la banda y vendieron los arreglos que habían encargado a Tommy Dorsey. Ambos volvieron a ocupar puestos de acompañantes en varias orquestas.
En 1953, Larry conoció a Charles Albertine y grabó dos de sus composiciones experimentales, "Impressions of Outer Space" y "Music for Barefoot Ballerinas". Publicadas en vinilo de 10", estas grabaciones se convirtieron en objetos de colección para los aficionados al jazz de vanguardia, pero no tuvieron éxito comercial. Larry y Albertine reunieron un conjunto más tradicional y empezaron a grabar con una colocación precisa de los micrófonos, produciendo lo que llegó a conocerse como el "sonido Elgart". Esto resultó ser un gran éxito comercial, y a lo largo de la década de 1950, Larry y Les disfrutaron de una serie de exitosos álbumes y singles en el sello Columbia. Su primer LP, "Sophisticated Swing", publicado a finales de 1953, estaba acreditado como The Les Elgart Orchestra, porque, según Larry, Les estaba más interesado que su hermano en liderar la banda.
En 1954, los Elgarts dejaron su huella permanente en la historia de la música al grabar "Bandstand Boogie" de Albertine, para el legendario programa de televisión presentado originalmente por Bob Horn, y dos años después, por Dick Clark. En 1956, Clark llevó el programa desde su emisión local en Filadelfia, a la ABC-TV para su distribución nacional como "American Bandstand". Siguió siendo el anfitrión durante otros 32 años. Variaciones de la canción original aparecieron como tema del programa en años posteriores.
En 1955, la banda se convirtió en The Les and Larry Elgart Orchestra, pero los hermanos se separaron en 1959, publicando cada uno su propia serie de LPs. Larry firmó con RCA Victor. Su álbum de 1959, "New Sounds At the Roosevelt", fue nominado ese año para un premio Grammy. De 1960 a 1962, publicó música en MGM Records. Larry y Les se reunieron en 1963 y grabaron varios álbumes más, terminando con "Wonderful World of Today's Hits" de 1967, tras lo cual tomaron caminos separados. Les se trasladó a Texas y actuó con The Les Elgart Orchestra hasta su muerte en 1995.
La mayor exposición de Elgart llegó en 1982, con el gran éxito de una grabación titulada "Hooked on Swing". El instrumental era un popurrí de éxitos de swing jazz - "In the Mood", "Cherokee", "Don't Sit Under the Apple Tree", "American Patrol", "Sing, Sing, Sing", "Don't Be That Way", "Little Brown Jug", "Opus #1", "Take the A Train", "Zing Went the Strings of My Heart" y "A String of Pearls" - que se hizo tan popular que incluso se coló en la lista de singles pop de la revista estadounidense Billboard Pop Singles (en el número 31) y en la lista Adult Contemporary (número 20). Este fue el último éxito de cualquier artista en la "moda de los popurrís", que duró desde 1981 hasta 1982. Con el nombre de "Larry Elgart and His Manhattan Swing Orchestra", el LP del que se extrajo el tema alcanzó el número 24 en las listas de Estados Unidos. La continuación, Hooked on Swing 2, debutó en el número 89 de las listas de álbumes, y poco después Larry volvió al circuito de giras de jazz. Siguió haciendo giras internacionales y grabando hasta la década de 2000.
Residente en Longboat Key, Florida, Elgart murió en 2017 en un centro de cuidados paliativos de Sarasota, Florida, a la edad de noventa y cinco años.

## Discografía

### Con Larry Elgart & His Orchestra
- Impressions Of Outer Space (Brunswick Records, 1953)
- Band with Strings (Decca Records, 1954)
- Until The Real Thing Comes Along (Decca, 1954)
- Larry Elgart & His Orchestra (Decca, 1954)
- Barefoot Ballerina (Decca, 1955)
- Larry Elgart and His Orchestra (RCA Victor, 1959)
- New Sounds at The Roosevelt (RCA Victor, 1959)
- Saratoga (RCA Victor, 1960)
- Easy Goin' Swing (RCA Victor, 1960)
- Sophisticated Sixties (MGM Records, 1960)
- The Shape of Sounds to Come (MGM, 1961)
- Visions American Legends: A New Look And A New Sound (MGM, 1961)
- Music in Motion! (MGM, 1962)
- More Music in Motion (MGM, 1962)
- The City (MGM, 1963)
- The Larry Elgart Dance Band (Project 3, 1979) (reedición de New Sounds at the Roosevelt)
- Flight of the Condor (RCA Victor, 1981)
- Hooked on Swing (RCA Victor, 1982)
- Hooked on Swing 2 (RCA Victor, 1983)
- Larry Elgart and His Swing Orchestra (RCA Victor, 1983)
- Let My People Swing (K-Tel, 1995) (reedición de New Sounds at the Roosevelt)
- Live at the Ambassador (Quicksilver, 1998)
- Latin Obsession (Sony International, 2000)
- Bandstand Boogie (2003)
- Nashville Country Piano (Swampfire 1969)
- Nashville Country Brass (Swampfire 1969)
- Nashville Country Guitars (Swampfire 1969)
- Bridge Over Troubled Water (Swampfire 1970)

### Con Les Elgart
- Sophisticated Swing (Columbia, 1953)
- Prom Date (Columbia, 1954)
- Campus Hop (Columbia, 1954)
- More of Les (Columbia, 1955)
- Just One More Dance (Columbia, 1954)
- Bazoom (Columbia EP, 1954)
- The Band of the Year (Columbia, 1955)
- The Dancing Sound (Columbia, 1955)
- For Dancers Only (Columbia, 1955)
- The Elgart Touch, (Columbia, 1955)
- Les Elgart & His Orchestra Present, (Columbia EP, 1955)
- The Most Happy Fella (Columbia, 1956)
- For Dancers Also (Columbia, 1956)
- Les & Larry Elgart & Their Orchestra (Columbia, 1958)
- Sound Ideas (Columbia, 1958)
- Big Band Hootenany (Columbia, 1963)
- Command Performance (Columbia, 1964)
- The New Elgart Touch (Columbia, 1965)
- Elgart au Go-Go, (Columbia, 1965)
- Sound of the Times (Columbia, 1966)
- Warm and Sensuous (Columbia, 1966)
- Girl Watchers (Columbia, 1967)
- Wonderful World of Today's Hits, (Columbia, 1967)